# 明日の運命
「明日の運命（あすのさだめ）」は、1941年（昭和16年）にコロムビアから発売された、霧島昇と渡辺はま子のデュエットによる歌謡曲。

## 解説
東映映画「上海の月」主題歌。作詞：西條八十、作曲：服部良一。A面は同じく西条と服部のコンビによる、山田五十鈴の「牡丹の曲」。1970年1月13日放送の「なつかしの歌声」では、渡辺はま子の独唱で再び歌われた。後年、中国本土や台湾などの中華圏では同じメロディのまま詩を変えて「希望在明天」や「詩情恋夢」などの曲名で歌い継がれていた。